# Takenaka Minoru
Minoru Takenaka (sinh ngày 19 tháng 11 năm 1976) là một cầu thủ bóng đá người Nhật Bản.

## Sự nghiệp câu lạc bộ
Minoru Takenaka đã từng chơi cho Yokohama FC và FC Machida Zelvia.